# Marble Madness
Marble Madness è un videogioco arcade sviluppato e pubblicato dalla Atari Games nel 1984. Il gioco si basa su una trackball utilizzata dal giocatore per comandare una pallina che rotola in un labirinto isometrico che va completato in un tempo limite.
Venne convertito anche per molte piattaforme domestiche, principalmente edito da Electronic Arts. La versione Amstrad CPC e ZX Spectrum, edita da Melbourne House, uscì anche con il titolo Marble Madness Construction Set e aggiunge un editor di livelli. Ne venne prodotta anche una versione portatile LCD dalla Tiger Electronics.
Il seguito previsto, Marble Madness 2: Marble Man, non venne mai effettivamente pubblicato. Marble Madness diede però inizio a un filone di giochi simili, tra cui Spindizzy o i più recenti Ballance e Marble Blast Gold.

## Modalità di gioco
La biglia (marble) controllata dal giocatore può essere spinta in tutte le direzioni a diverse velocità grazie alla trackball. In alcune conversioni basate su joystick/tastiera, una maggiore accelerazione si può ottenere tramite il pulsante o un tasto. Le piste da attraversare sono tridimensionali e mostrate con scorrimento verticale, normalmente verso il basso in quanto le gare sono nel complesso delle discese, tranne un livello che è di risalita. I percorsi, spesso molto stretti, sono circondati da uno strapiombo senza fine in cui si può cadere, e presentano più strade alternative, trabocchetti e ostacoli vari.
Marble Madness può essere giocato in singolo o in doppio, nel caso di gioco in doppio ogni giocatore compete con l'altro per terminare nel minor tempo possibile la mappa, e può anche intralciarlo e dargli delle spinte. Il tempo che l'altro giocatore impiega a terminare la mappa viene fornito come bonus al vincitore, al vincitore vengono inoltre aggiunti cinque secondi di bonus nel livello successivo. Se giocato da un singolo giocatore questo può utilizzare entrambe le trackball per ottenere dei movimenti più rapidi.
Dopo il primo livello d'addestramento chiamato Practice (Pratica), il giocatore deve destreggiarsi tra cinque livelli sempre più complessi. I livelli sono Beginner, Intermediate, Aerial, Silly e Ultimate. Il tempo risparmiato da un livello viene fornito al livello successivo più un modesto premio extra per aver superato il livello.
Un ridotto numero di nemici è presente nei livelli, tra cui altre palline che danno pericolose spinte e mostri che possono ingoiare la pallina, sebbene il principale problema del giocatore sia la conformazione fisica degli stessi livelli. Questi contengono molti pozzi e passaggi insidiosi in cui si può precipitare. A seconda dell'altezza la pallina può essere momentaneamente stordita o sfracellarsi. Quando viene distrutta, la pallina si rigenera subito, può rigenerarsi un numero illimitato di volte ma questo causa una perdita di tempo; l'unico modo per perdere è esaurire il tempo.
Questo fu il primo gioco per il sistema Atari System 1, fu anche il primo videogioco ad avere un vero sonoro stereofonico scritto dai compositori Brad Fuller e Hal Conon, con i suoni sviluppati da Earl Vickers.